# テトラメチルシラン
テトラメチルシラン (tetramethylsilane, TMS, Si(CH3)4) は、有機ケイ素化合物の一つ。
化学式による表記では、Si(CH3)4 あるいは SiMe4 （ただし、Me = CH3）となる。テトラメチルシランは、4つの有機側鎖を持つ有機ケイ素化合物のなかではもっとも単純な構造を持つ化合物である。シラン同様、正四面体構造をもつ非極性分子である。 テトラメチルシランは、有機金属化学において反応物として用いられるのみならず、その他の多様な用途で用いられている。消防法に定める第4類危険物 特殊引火物に該当する。

## 合成および反応
クロロメタンとケイ素の直接反応によりメチルクロロシラン（SiClx(CH3)4-x ただし、x = 1, 2, 3）を生成させる反応において、テトラメチルシランが副生成物として生じる。
n-ブチルリチウムと反応させると、リチオ化されて Si(CH3)3CH2Li を与える。これはアルキル化試剤として用いられる。
化学気相成長において、テトラメチルシランは二酸化ケイ素や炭化ケイ素の前駆体となる。なお、どちらの化合物になるかは、その成長条件に依存する。

## NMR分光法における利用
1H、13C、29Siを用いる核磁気共鳴分光法（NMR分光法）において、テトラメチルシランは化学シフトの内部基準物質として利用される。テトラメチルシラン分子に含まれる12個の水素原子は全て等価であるため、1H NMRスペクトルを測定すると、シングレット（ピークが1本）のグラフが得られる。このシングレットを「δ 0.0」と定義することによって、δ 0.0と他のピークとの相対的比較により、他の化学シフトを表現することができる。
同様に、テトラメチルシラン分子に含まれる4個の炭素原子はすべて等価であるため、13C NMRスペクトルにおいてもテトラメチルシランはシングレットのピークが現れる。このピークは容易に特定することができるため、通常はこのピークを13C NMRスペクトルの「δ 0.0」と定義して、核磁気共鳴分光法による分析で用いられる。
テトラメチルシランのケイ素原子は炭素原子よりも電気陰性度が低いため、水素原子・炭素原子を強く遮蔽化し低周波数側（δ値が負となる方向）にピークをシフトさせる。このことから、ヒドリド種や環電流により強く遮蔽化された水素原子・炭素原子などを除けば、一般に1Hや13C NMRでピークが現れるのはδ0.0より左側（δ値が正となる方向）となる。従って、テトラメチルシランのピークが試料のピークと干渉することはない。またこの性質のため、取得されたグラフからδ0.0のピークを容易に特定することができる。
テトラメチルシランは高い揮発性を有するため、NMR分光法で分析を行った後の試料は溶媒を留去することにより、簡単に回収できる。